# ヤンキーハムスター
『ヤンキーハムスター』（Delinquent Hamsters）は、自主制作アニメーション制作ユニット、Piso Studio制作の短編webアニメ作品。中国語表記は「不良倉鼠」。

## 概要
動物好きの高校生、金熊公太郎の家で飼われるヤンキー気質のハムスター達がハムスター大のつっぱりを見せる日常を描いたホームコメディ。
シーズン2以降は金熊が住居を移転しており、また製作方法自体もFLASHアニメであったシーズン1からCharacter Animator CC等のソフトを使用したものに移行している。
テーマは「つっぱる事が毛玉のたった一つの勲章」。
元々はPiso Studioが発足される前、のちのメンバーであるゆうピソが大学の課題でアニメーション作品を作るために当時同じ大学の友人であったのちのもう一人のメンバー、いくピソに絵などの協力を頼み、共同制作をした事から始まる。
そのため、Piso Studioのメンバーであるいくピソとゆうピソが二人で監督（いくピソ、ゆうピソ）、脚本（いくピソ、ゆうピソ）、キャラクターデザイン（いくピソ）、アニメーション（ゆうピソ）、声の出演にいたるまでほぼ二人で担当しているのも特徴。
2019年からセンタイ・フィルムワークスのアニメ配信ストリーミングサービス、HIDIVEにて英語版が配信されている。

## 登場キャラクター

### ハムスター

#### ヤンハムたち
金熊の家で飼われているハムスターたち。また、三匹共にゴールデンハムスター。
リーゼント
声-いくピソ
初回から登場。リーゼントと大きなポンパドールを合わせた髪型のハムスター。誕生日は1月8日、体長は13cmくらい。好きなものはイチゴ。趣味はカラオケ。ヤンハムたちのリーダー的存在。自身のポンパドールは自他共に認めるアイディンティティ。
モヒカン
声-ゆうピソ
初回から登場。モヒカン頭のハムスター。やや天然で素直な性格。誕生日は1月21日、体長は14cmくらい。好きなものはチーズなどの乳製品、ハンドスピナー。趣味は小物収集。持ち合わせている語彙が乏しいために後輩の難解な発言を理解できない事が多々ある。
後輩（こうはい）
声-いくピソ
第6話から登場。赤毛と天然パーマのハムスター。誕生日は4月21日、体長は12cmくらい。好きなものは蒸かしたさつまいも、穴の開いた軍手。趣味はヨガ。ヤンキーであり先輩であるリーゼントとモヒカンに憧れてやってきたため、当初は先輩である彼らを慕う描写が顕著であったが、場に馴染むにつれて可愛らしい容姿ながら毒舌と慇懃無礼である側面が現れていった。また、度々意識高い系のように難解な外来語を多用する一面もある。一方でリーゼント達への尊敬の念は引き続き抱いており、それゆえ先輩という立場にも憧れがある。そのため自身も先輩になること、呼ばれることを強く望んでいる。
赤い巻き毛というヘアスタイルから度々アニーの「トゥモロー」といった例えを引用され、「僕の事を（視聴者の一部に）トゥモローという名前だと思っている人がいる」といった旨の発言もしている。

#### 他の家のハムスターたち
現在はヤンハム以外には公太郎の父、島津、加藤3人それぞれの家で飼われるハムスターが登場している。
清正（きよまさ）
声-いくピソ
加藤の家で飼われるジャンガリアンハムスター。初登場回は第17話。当初は自身に個性が無い事に悩んでいたが、ヤンハムたちとの出会いを経て、髷を結い、声色を変え、一人称を「私」に変え、以降は侍ハムスターとして立派な侍を目指している。誕生日は11月11日、体長は10cmくらい。好きなものは豆腐。趣味は修行・瞑想。
自分より体格の大きいものに臆せず冷静に向き合うなどの度胸を持っているが、虫全般に対しては退いてしまうほど怖れている。名前の由来は飼い主の加藤と共に加藤清正。
トレイシー
声-いくピソ
島津の家で飼われるゴールデンハムスター。登場回は第4話。当初は自分の在りように自信を持てずにいたが、彼女を好ましいと感じたリーゼントとモヒカンの励ましによって自信を得て、後に島津が新たに飼ったハムスターと結ばれる。
じじい
声-いくピソ
公太郎の父に飼われるロボロフスキーハムスター。初登場回は第44話。頭頂部に一本長く伸びたアホ毛がある。誕生日は10月10日、体長は8cmくらい。好物は二十日大根。多趣味。老齢ながらヤンハムたちを圧倒するアクティブな運動神経や強靭さを見せるものの、耳は年相応に遠い。長らく本名は不明であったが、シーズン２の14話にて「チュロス」である事が明かされる。伴侶であるばばあを「ハニー」と呼び、愛し愛されている。
ばばあ
声-本多陽子
シーズン2、第5話から登場。チュロスと共にダディに飼われているロボロフスキーハムスター。じじいの伴侶。誕生日は8月2日（ハニー）、体長は9cmくらい。好物はプロテイン。じじいを「ダーリン」と呼び、愛し愛されている。老齢らしからぬ若々しい声が特徴。じじい同様多趣味でアクティブだが、じじい同様耳は遠い。また、Piso Studio作品において初のメンバー以外のキャストが起用されたキャラクター。

### 飼い主
金熊 公太郎（きんくま こうたろう）
声-ゆうピソ
初回から登場しているヤンハム達の飼い主。高校二年生。誕生日は3月18日、身長174cm。好きなものは動物、お好み焼き。趣味はゲーム、料理。一人暮らし。鼻炎を患っている。
外見はリーゼント同様リーゼントヘアと大きなポンパドールを合わせた髪型で、ツッパリのヤンキーのような装いをしているものの、彼自身は喧嘩をせず、穏やかで物腰の柔らかい少年。関節を取るのが得意。バレンタインデーに多くのチョコレートを貰うなど周囲から多くの好意を寄せられている描写がある。
ヤンハムたちとは言葉での意思疎通はしないものの、彼らの緊急事態には適切な対処をする手際の良さを見せる。
シーズン1では赤地に「豆腐」という文字が書かれたシャツを着用しており、シーズン2では書体が変更された「修羅」という文字に星柄が散りばめられたポップなデザインのシャツを着用している。名前の由来はキンクマハムスター。
Piso Studioの作品、「もう犬注意」第3話にカメオ出演している。
ダディ
声-ゆうピソ
公太郎の父。チュロスの飼い主。本名、顔立ちは不明。初登場回はチュロスと共に第44話。公太郎を「マイボーイ」と呼び、ハムスター達を「リトルガイズ」と呼ぶなど、英語交じりの話し方をする紳士的な男性。公太郎とは別居しているものの、親子仲は良好。

#### 金熊の後輩たち
公太郎の一つ下の後輩たち。他の登場キャラクターと異なり、共に劇画タッチの顔立ちで描写されている。
島津 央義（しまづ なかよし）
声-ゆうピソ
トレイシーとその彼氏の飼い主。高校一年生の16歳。リーゼントとポンパドールを合わせた髪型で髭を生やした公太郎の後輩。初登場回は加藤とトレイシーと共に第4話。
誕生日は6月11日、身長179cm。好きなものは甘いものや可愛いもの、チョコミント。趣味はお菓子作り。
加藤とは幼馴染であり、彼の事は「タケちゃん」と呼ぶ間柄。名前の由来は島津氏。シーズン2からは青いシャツを着用している。
加藤・A・猛（かとうアレキサンダーたける）
声-ゆうピソ
清正の飼い主。高校一年生の16歳。モヒカンヘアの金熊の後輩。初登場回は島津と共に第４話。
誕生日は6月24日、身長168cm。好物はサクランボ。趣味は土いじり。語学が堪能で3ヶ国語話せるトライリンガル。  実家はサクランボ農家。
島津とは幼馴染であり、彼の事は「ヨシくん」と呼ぶ間柄。名前の由来は清正と同様に加藤清正。シーズン2からは緑色のシャツを着用している。

### その他
ナミッポ
声-ゆうピソ
公太郎の部屋のベランダに来る鳩。種類はドバト。初登場回は第14話。誕生日は8月10日（鳩の日）、体長は22cmくらい、好物はポップコーン。趣味は人間観察。当初はヤンハムたちに一方的に恐れられていたものの、自身は部屋の中を珍しがって覗きに来ていただけであり、後に清正の仲介によって和解する。Piso Studioの作品、「鳩ポッポッポ」に登場する並サイズの鳩。
フェニックス
声-ゆうピソ
シーズン2第20話から登場したスズメ。公太郎の部屋のベランダに来た二匹目の野鳥。ナミッポにライバル視されている。本名はチュン太郎。
幽霊
声-なし
1巻収録の番外編、「ほんとにあった毛深い話」に登場。当初眠っていた公太郎を脅かそうとしたものの、自分の存在に全く関心を抱かず、ヤンハム達の脱走の方に遥かに気を取られている公太郎を見て退散した。
エクスカリバー
声-ゆうピソ
　シーズン2第10話の最後から登場した木製スプーン。清正の愛刀として共に暮らしている。シーズン3第15話の最後では、
　一瞬だが『My Master.』と発言していた事から自我がある事が判明した。

## 楽曲
テーマソング「ヤンキーハムスター」
歌・演奏-papalion/作詞-Piso Studio/協力-M&N 録音サービス

## DVD
- 1巻
- 2巻
- 3巻
- 4巻